# ريسك (لعبة)
ريسك (بالإنجليزية: Risk) هي لعبة حربية استراتيجية، تتكون من لوحة رسم عليها خريطة للعالم قديمة نوعًا ما، وتستوعب اللعبة من 2 إلى 5أشخاص، وفيها يتم توزيع أوراق بالتساوي، وكتب على الأوراق اسم الدولة التي سيملكها، وله عدد معين من الجنود، يبدأ اللأعب بتقسيم جنوده بين الدول ورسم استراتيجياته، فيبدأ بالتنقل بواسطة الحرب بينه وبين لاعب آخر، وذلك برمي النرد وتخصيص عدد الجنود الذي سيخرجون قبل رميه من جندي واحد إلى ما يريده المهاجم حتى أنه يطلب من الشخص الأرض فيلعب بالنرد أما له الأرض وإلا لخصمه، إن كانت له فسيخرج من الخصم بقدر عدد جنود المهاجم والعكس صحيح.

## التجهيز والتصميم
يشمل الجهاز لوحة كبيرة عليها خريطة سياسية للعالم، مقسمة لاثنين وأربعين إقليمًا موزعًا على 6 قارات، كل قارة تتميز بلون محدد. تمثل الحدود المشتركة بين الأقاليم سبيلا لتنفيذ الهجوم، كما توجد مسارات عابرة للبحر أو للمحيط مرسومة على الخريطة تسمح أيضًا بتنفيذ الهجوم، مثل المسار الواصل بين شمال إفريقيا والبرازيل. لا تعد البحار والمحيطات جزءًا من رقعة اللعب.
تأتي اللعبة مع عدد من مجموعات مجسمات (5 أو6) بألوان مختلفة تمثل وحدات الجنود، عدد صغير من هذه المجسمات يمثل أكثر من وحدة (عادةً 5 أو 10). تستعمل هذه المجسمات فقط لتمثيل حجم الجيش، وإذا نفدت أثناء اللعب يمكن استبدالها بقطع نقدية أو قطع من ألعاب أخرى.
تشمل حزمة بطاقات رسك اثنين وأربعين بطاقة إقليم، وبطاقتين مميزتين، واثني عشر أو ثمانية وعشرين بطاقة مهمات. توافق بطاقات الإقليم الأقاليم الموجودة على الخريطة، عليها صور جنود مشاة أو فرسان أو مدافع. في نهاية الجولة تمنح للاعب بطاقة واحدة إذا نجح في احتلال أحد الأقاليم خلال تلك الجولة. إذا جمع اللاعب ثلاث بطاقات تحمل نفس الصورة (صور فرسان مثلًا) أو ثلاث بطاقات كل واحدة بصورة مختلفة أو بطاقتين متماثلتين وبطاقة مميزة يمكنه تسليمها في بداية جولته بمقابل قوات إضافية. تحمل كل من البطاقتين المميزتين جميع الصور (مشاة وفرسان ومدفعيات)، ما يسمح لها بتشكيل مجموعة متجانسة مع أي بطاقتين متماثلتين.
وتأتي اللعبة عادًة مع 5 أو 6 أحجار نرد بلونين مختلفين: ثلاث أحجار نرد حمراء للمهاجم، وحجري نرد أو ثلاثة لونها أبيض أو أزرق للمدافع. وأيضًا قطعة فارس ذهبية لتمثيل القوات التي تعطى مقابل المجموعات المتلائمة لبطاقات الإقليم.

### الأقاليم
تمثل الصورة في الأسفل الخريطة النموذجية للعبة ريسك، يمثل كل إقليم في الخريطة منطقة جغرافية أو سياسية واقعية. فالحدود مرسومة لتشبه تلك المناطق على أرض الواقع. يمثل الإقليم مساحة توضع عليها وحدات الجيوش، يضفي ذلك الواقعية والتعقيد للعبة. تمثل معظم الأقاليم مجموعة من الدول، بعض الأقاليم تحمل اسم دولة واحدة مثل الأرجنتين، والحدود ليست كما في الواقع. لم تمثل القارة القطبية الجنوبية ونيوزلندا في اللعبة.

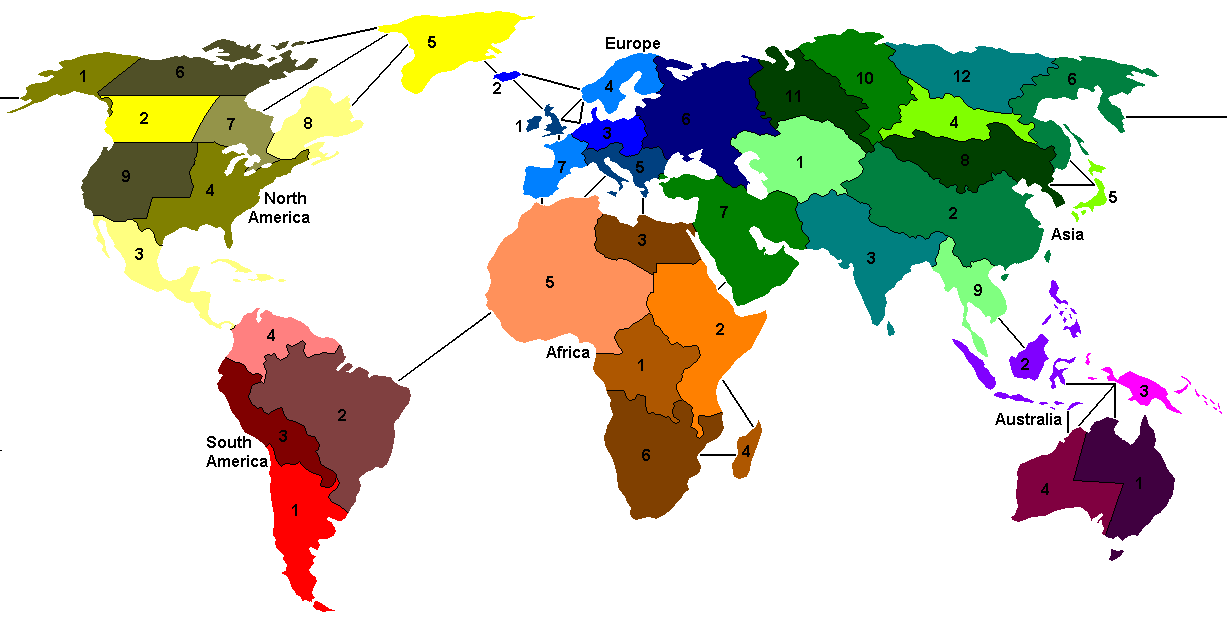
خريطة للعبة رسك تظهر فيها مختلف أقاليم اللعبة بحدود وألوان تقريبية

تمثل الأرقام بين الأقواس عدد القوات الإضافية التي تمنح للاعب الذي يحتل جميع أقاليم تلك القارة. تستعمل بعض الإصدارات تسميات مختلفة لبعض الأقاليم، كتبت هذه التسميات بين أقواس.
| أمريكا الشمالية (5) 1. ألاسكا 2. ألبرتا (غرب كندا) 3. أمريكا الوسطى 4. شرق الولايات المتحدة 5. جرينلاند 6. الإقليم الشمالي الغربي 7. أونتاريو (وسط كندا) 8. كيبك (شرق كندا) 9. غرب الولايات المتحدة أمريكا الجنوبية (2) 1. الأرجنتين 2. البرازيل 3. بيرو 4. فنزويلا | أوروبا (5) 1. بريطانيا العظمى (بريطانيا العظمى وأيرلندا) 2. آيسلندا 3. أوروبا الشمالية 4. إسكندنافيا 5. أوروبا الجنوبية 6. أوكرانيا (أوروبا الشرقية، روسيا) 7. أوروبا الغربية أفريقيا (3) 1. الكونغو (وسط أفريقيا) 2. شرق أفريقيا 3. مصر 4. مدغشقر 5. شمال أفريقيا 6. جنوب أفريقيا | آسيا (7) 1. أفغانستان 2. الصين 3. الهند (هندستان) 4. إركوتسك 5. اليابان 6. كامشاتكا 7. الشرق الأوسط 8. منغوليا 9. سيام (جنوب شرق آسيا) 10. سيبيريا 11. الأورال 12. ياقوتيا أستراليا (2) 1. شرق أستراليا 2. إندونيسيا 3. غينيا الجديدة 4. أستراليا الغربية |

## طريقة اللعب
الانتقال باللعبة بواسطة الدول التي يربطها حدود برية وهي واضحه على الخريطة، أو حدود بحرية يشار إليها بخط يخترق البحر من دولة إلى أخرى.
في حالة استولى الشخص على قارة فسيتم صرف عدد من الجنود له في كل دورة، وستزداد قدرته في كل دورة وعلى الأشخاص قطع الإمداد وذلك بالدخول عليه بقارته.
في حالة الهدنة ستحصل على كرتين في كل دورة، وهو نفس الكرت الذي وزع فيه الدول في السابق، يحتوي على رسمة حصان أو جندي أو مدفع، في حالة جمع ثلاثة كروت من شكل واحد تحصل على ثلاثة جنود أو جمع ثلاثة كروت مختلفات تحصل أيضًا على ثلاثة جنود، وهناك الجوكر وهي يعطيك ثلاثة جنود بدون عناء الانتظار والجمع، أما الذي يمتلك قارة فسيحصل على كرت واحد فقط إضافة للمدد الخاص بقارته، إذا امتلك الشخص أكثر من ثمانية كروت تسحب الكروت منه بلا أي تعويض !
في حالة إذا قمت بحرب فأنت ستخسر الكرتين الهدنة ولكن ربما تكسب قارة فتحصل على الكرت والإمداد في كل دورة، أو تقطع إمداد شخص يمتلك قارة حتى لا يكبر ويسطر على اللعبة ويطردكم
الجنود هم عبارة عن مكعبات صغيرة، بثلاثة أحجام الصغير منها يعتبر عن جندي واحد، والمتوسط عن خمسة جنود، والكبير وهو أسطول يتكون من عشرة جنود، وهكذا.
إذ خرجت آخر أرض تملكها فأنت ستسلم المهاجم كروتك جميعها لتصبح ملك له وتخرج من اللعبة.

## نصائح
1. لا تسيطر على قارة بدون عدد جنود كافي لتأمين حدودها.
2. احرصْ على امتلاك القارات السفلى أستراليا أفريقيا أمريكا الجنوبية ثم الانتقال للكبرى آسيا أوروبا أمريكا الشمالية.
3. وزع قواتك في مناطق مختلفة ولا تحشرها في مكان واحد، حتى إذا اجتمعت عليك الحروب وهزمت تجد ملجأ آخر وتبدأ منه.